# Piper pseudooblongum
Piper pseudooblongum är en pepparväxtart som beskrevs av Mckown. Piper pseudooblongum ingår i släktet Piper och familjen pepparväxter. Inga underarter finns listade i Catalogue of Life.